# Auguste Jarasse
Pas d'image ? Cliquez ici

a Compétitions nationales et continentales officielles uniquement.

b Matchs officiels uniquement.
Auguste Jarasse, né le 12 février 1915 à Ussel (France) et mort le 14 décembre 2007 à Brive-la-Gaillarde (France), est un joueur international français évoluant au poste de talonneur.
Il est le premier joueur du CA Brive à porter le maillot de l'équipe de France.

## Biographie
Auguste Jarasse pratique le rugby à XV, occupant le poste de talonneur et jouant pour les clubs de l'AS bortoise jusqu'en 1944 et du CA Brive de 1944 à 1949.
Le 1er janvier 1945, il joue son unique match en équipe de France lors d'une rencontre contre l'Armée britannique,. Ce match est le premier match international joué à Paris après la Libération.
En dehors du sport, il est garagiste.

## Statistiques en équipe nationale
| Année | Compétition | Matchs | Points | Essais |
| ----- | ----------- | ------ | ------ | ------ |
| 1945  | Test match  | 1      | -      | -      |
| Total | Total       | 1      | 0      | 0      |